# Барышников, Иван Антонович
Иван Антонович Барышников (5 июня 1939, Раздольное, Илекский район Оренбургской области — 30 августа 2000, Ягодное, Ставропольский район Самарской области) — советский и российский политический деятель, народный депутат СССР.

## Биография
В 1954—1958 годах работал в колхозе «Красный». В 1966 году окончил среднетехническую школу № 58 в городе Орске по специальности «холодная обработка металла резанием».
С 1970 года работал разметчиком на АО «АвтоВАЗ», в корпусе вспомогательных цехов, цехе 52-1. В 1990 году был избран депутатом Верховного Совета СССР, был членом КПСС.
В 1990-м году окончил курсы по программе «Менеджмент».
С 1993 года непрерывно избирался председателем производственного совета АвтоВАЗа, был членом совета директоров завода.
Избирался депутатом Самарской областной думы 1-го (1994—1997) и 2-го (1997—2001) созывов по Автозаводскому избирательному округу.
30 августа 2000 года погиб в дорожно-транспортном происшествии, столкнувшись при обгоне с автобусом.

## Семья
Жена Галина Ивановна Барышникова также работала на «АвтоВАЗе». Два сына, Егор и Василий, испытатели на АвтоВАЗе.

## Награды
- Орден «Знак почёта»[6];
- Медаль «За освоение целинных земель»[6].